# Ефимов, Георгий Андреевич
Гео́ргий Андре́евич Ефи́мов (9 июля 1928, дер. Передние Яндоуши, Канашский район, Чувашская АССР, РСФСР, СССР — 30 октября 2005, Чебоксары, Россия) — советский чувашский поэт; член Союза писателей СССР (1956). Народный поэт Чувашской Республики (1996).

## Биография
Родился будущий поэт в деревне Передние Яндоуши Канашского района Чувашской Республики.
В 1978 году получил звание «Заслуженный работник культуры Чувашской АССР». Был лауреатом премии центрального журнала «Молодая гвардия», лауреатом литературной премии Союза профессиональных писателей Чувашии им. П. Хузангая.

## Опубликованные книги
- Ефимов Г. А. Ӑшă кăмăл: сӑвӑсем. — Шупашкар: Чăваш АССР государство изд-ви, 1953. — 79 с.
- Ефимов Г. А. Çамрăклăх. — Шупашкар: Чăваш АССР государство изд-ви, 1955. — 86 с. — (Молодость).
- Ефимов Г. А. Акăшпи. — Шупашкар: Чăваш АССР государство изд-ви, 1960. — 79 с.- (Лебедушка).
- Ефимов Г. А. Дубрава: стихи. — Чебоксары, 1991. — 125 с.
- Ефимов Г. А. Пӗрне-пӗри савсан: Повеҫсемпе калавсем, аса илӳсем, сӑвӑсем. — Шупашкар, 2002. — 381 с.
- Ефимов Г. А. Телейсӗр чух телейлӗскер: повеҫсем. — Чебоксары, 2005. — 352 с.

## Награды и премии
- Народный поэт Чувашской Республики (1996).
- Заслуженный работник культуры Чувашской АССР (1978).
- Орден Дружбы народов.
- Премия центрального журнала «Молодая гвардия».
- Литературная премия Союза профессиональных писателей Чувашии им. П. Хузангая.